# 1351
Évszázadok: 13. század – 14. század – 15. század
Évtizedek: 1300-as évek – 1310-es évek – 1320-as évek – 1330-as évek – 1340-es évek – 1350-es évek – 1360-as évek – 1370-es évek – 1380-as évek – 1390-es évek – 1400-as évek
Évek: 1346 – 1347 – 1348 – 1349 –  1350 – 1351 – 1352 – 1353 – 1354 – 1355 – 1356

## Események

### Határozott dátumú események
- május 1. – Zürich kanton csatlakozik a Svájci Államszövetséghez.
- szeptember 7. – Az angolokkal kötött fegyverszünetet megsértve II. János francia király megtámadja és visszafoglalja a Franciaország nyugati részében fekvő Saint-Jean-d’Angélyt.[1]

### Határozatlan dátumú események
- az év folyamán –
  - I. Lajos magyar király lengyel szövetségben elfoglalja Halicsot és Ladomériát.
  - I. Ramathibodi lesz Thaiföld királya.
  - Pestisjárvány tombol Európában.
  - III. Firúz követi I. Mohamadet a delhi szultáni trónon.
- ősz – Nagy Lajos király a Budán tartott országgyűlésen megerősíti az Aranybullát és bevezeti az ősiség intézményét.[2]

## Születések
- október 16. – Gian Galeazzo Visconti olasz főrend, Milánó első hercege († 1402)
- november 1. – III. Lipót osztrák herceg († 1386)

## Halálozások
- március 20. – I. Mohamed delhi szultánja
- szeptember 14. – Heinrich Dusmer a Német Lovagrend nagymestere